# مهر استوانه‌ای

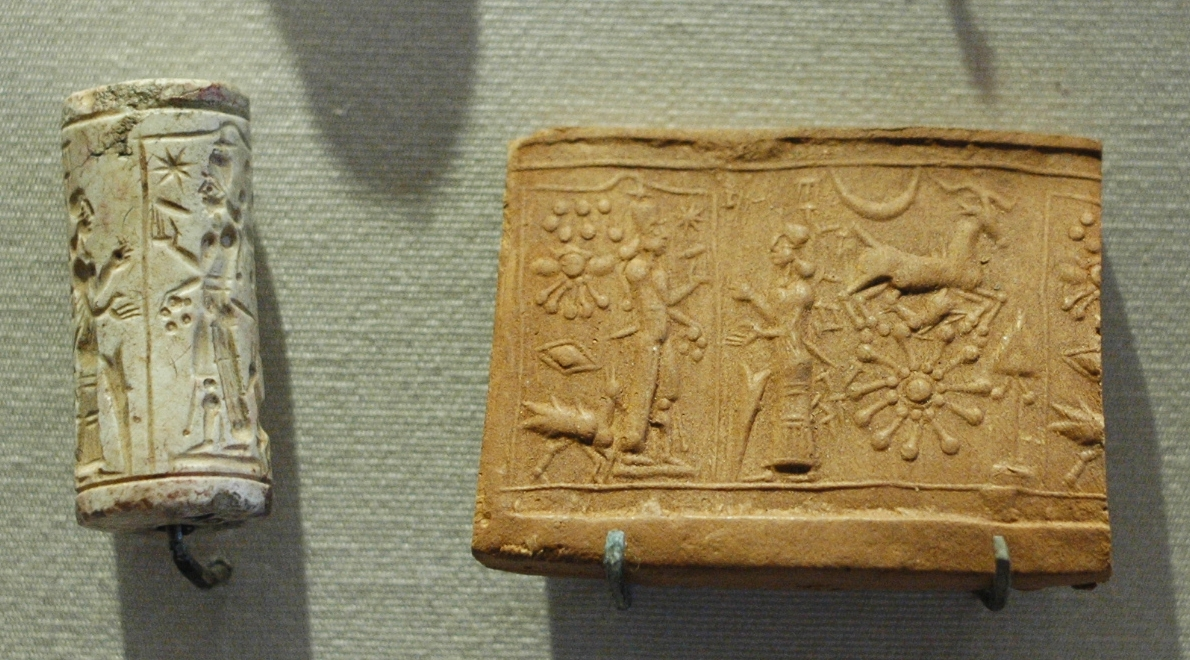
مهر استوانه‌ای از جنس سنگ آهک در ستایش شَمَش، که در موزه لوور نگهداری می شود.

مُهرهای استوانه‌ای مهرهایی به شکل استوانه با نقوشی حکاکی شده بوده‌است که در دوران باستان برای نقش کردن تصویر بر روی یک سطح دو بعدی مورد استفاده قرار می گرفته و عموماً از جنس گل رس بوده‌اند. پیدایش این مهرها به ۳۵۰۰ سال پیش از میلاد در خاور نزدیک باز می گردد. این مهرها در محل‌های هم عصر شوش در جنوب غربی ایران و در نزدیکی سایت باستان‌شناسی اوروک یافت شده‌اند.
امروزه مهرهای استوانه‌ای در کارهای هنری به کار می‌روند. این مهرها برای نقش کردن تصاویری به هم پیوسته بر روی شن در بیابان‌ها و سواحل شنی به شکلی نو مورد استفاده قرار می‌گیرند.